# اس‌تی‌دی (شلترز تو دلتاس)
اس‌تی‌دی (شلترز تو دلتاس) (به انگلیسی: S.T.D (Shelters to Deltas)) دومین میکس‌تیپ از رپر آمریکایی کاپ‌کیک می‌باشد که در ۱۹ ژوئن سال ۲۰۱۶ به‌طور مستقل منتشر گردید. از این میکس‌تیپ با تک‌آهنگ‌های «مکنده» و «پاندا (ریمیکس)» از میکس‌تیپ قبلی وی تحت عنوان کام کیک تبلیغ صورت گرفت.